# Jinseong di Silla
Jinseong (진성?, 眞聖?; nata Kim Man, nota anche come Kim Won; 865 circa – Gyeongsang Meridionale, 31 dicembre 897) fu una regina regnante coreana, cinquantunesima sovrana di Silla e terza e ultima donna a portare la corona. Regnò dall'887 fino a poco prima della morte, nell'897, e sotto il suo governo finì Silla unificato e iniziò il periodo dei tre regni posteriori di Corea.

## Regno
Jinseong era la figlia di re Gyeongmun e della regina Munui, e sorella minore dei due sovrani precedenti, Heongang e Jeonggang. Salì al trono quando entrambi morirono senza eredi, nel settimo mese dell'887 (secondo il calendario lunare). Sebbene i successi di Seondeok e Jindeok fossero stati invocati per aiutarla ad assicurarsi la corona, Jinseong non fu all'altezza delle aspettative e non riuscì a governare un paese già sull'orlo del declino: nel Samguk Sagi è segnalata per la condotta immorale e licenziosa, che spaziò dal prendere tangenti a portare uomini attraenti a palazzo, commettere atti osceni con loro e assegnargli cariche importanti. Questa visione potrebbe tuttavia riflettere l'ideologia degli storici confuciani che consideravano inferiore la figura della donna; negli annali del funzionario Choe Chiwon viene al contrario indicata come una sovrana di buon cuore e priva di avidità.
Si racconta che, mentre si stava recando a Pusan, quattro spiriti maligni comparvero davanti al suo palanchino ballando e cantando "Il palazzo sarà rovesciato, badate, badate", ma nessuno prese seriamente l'avvertimento. Nell'888, Jinseong incaricò il monaco Daegu Hwasang e l'alto comandante Kim Wihong di creare la prima raccolta di poemi hyangga, il Catalogo delle tre epoche (삼대목?, SamdaemokLR), andata tuttavia perduta. In seguito l'ordine pubblico collassò completamente: il sistema di arruolamento militare fallì e non si riuscì più a riscuotere le tasse. La regina cercò di migliorare la situazione delle casse statali applicando provvedimenti più severi sui contribuenti che, ritrovandosi a pagare tasse doppie che venivano trattenute dagli esattori per il proprio benessere personale, iniziarono ad organizzarsi in bande. Particolarmente potente era quella guidata da Gyeon Hwon. Nell'892 Jinseong cercò di placarlo conferendogli il titolo onorario di "duca del sudovest" e assegnandogli le terre a sud della capitale: con questa autorità, Gyeon trattò con il gruppo ribelle di Yang Gil, concedendogli il controllo del nord-ovest. Jinseong continuò a regnare, anche se ormai stava diventando rapidamente regina solo di nome. Nel secondo mese lunare dell'894, il confuciano Choe Chiwon le consegnò il saggio che aveva scritto, "I dieci punti per la restaurazione" (시무십여조?, 時務十餘條?, Simusib-yeojoLR), che ella accettò con gratitudine, promuovendolo di rango; le riforme proposte, sebbene fossero state lodate, non vennero però attuate dalla corte di Silla. Intanto la sovrana fece costruire il tempio Bogwansa a Paju.
Nell'895, su suggerimento della corte Jinseong nominò uno dei figli illegittimi di suo fratello Heongang, Kim Yo, principe ereditario. Dopo essersi ammalata, il 4 luglio 897 (il primo giorno del sesto mese del calendario lunare) abdicò in favore del nipote e morì il successivo 31 dicembre (il quarto giorno del dodicesimo mese del calendario lunare), secondo alcuni racconti al tempio di Haeinsa sul monte Gaya. Fu cremata e sepolta a nord del tempio Sajasa a Gyeongju.

## Famiglia
- Padre: Gyeongmun di Silla (841-875)
- Madre: Munui di Silla, la dama Kim (841-870)
- Fratelli:

1. Heongang di Silla  (c. 861-886)
2. Jeonggang di Silla (c. 863-887)

- Consorte: Kim Wihong (?-888), suo zio, fratello di suo padre

## Rappresentazioni nei media
Jinseong di Silla, al cinema e in televisione, è stata interpretata dalle seguenti attrici:
- Do Kum-bong in Jinseong yeo-wang (1964)
- Kim Hye-jeong in Cheonnyeonho (1969)[4]
- No Hyun-hee in Taejo Wang Geon (2000-2002)
- Kim Hye-ri in La leggenda del lago maledetto (2003)
- Kim Ji-hyeon e Jeon Hye-sun nel musical Pungwolju (2013)